# Alexander Wassiljewitsch Masljakow

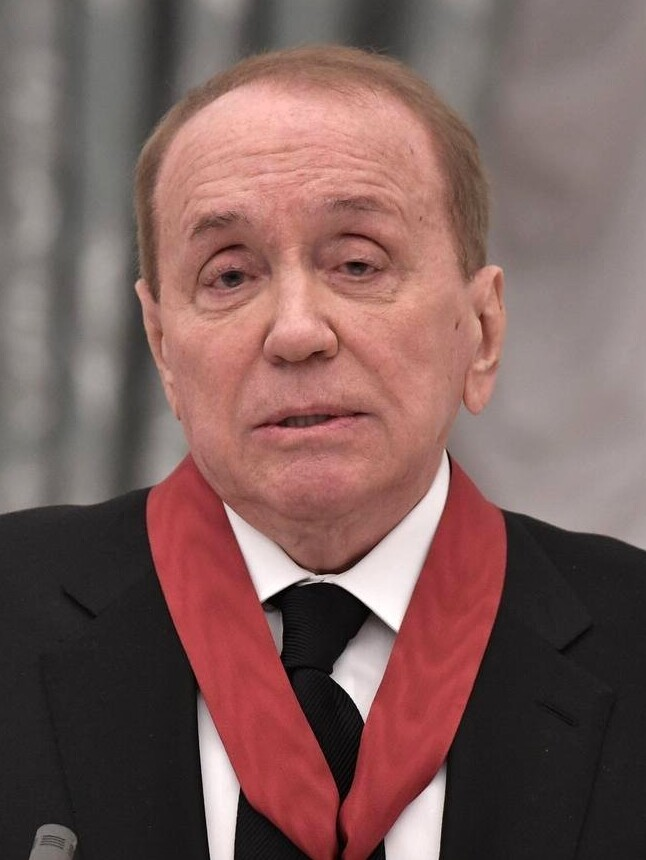
Alexander Masljakow (2017)

Alexander Wassiljewitsch Masljakow (russisch Александр Васильевич Масляков; * 24. November 1941 in Swerdlowsk; † 8. September 2024 in Moskau) war ein  sowjetischer und russischer Fernsehmoderator.

## Fernsehen
Von 1964 bis 1971 und von 1986 bis 2022 war Masljakow Fernsehmoderator von KWN (russisch Клуб Весёлых и Находчивых). Er moderierte die Sendungen:
- «Hallo, wir suchen Talente!» (russisch Алло, мы ищем таланты!),
- «Kommt schon, Mädels!» (russisch А ну-ка, девушки!),
- «Kommt schon, Leute!» (russisch А ну-ка, парни!),
- «Adressen der Jugend» (russisch Адреса молодых),
- «Sprint für alle» (russisch Спринт для всех),
- «Drehen» (russisch Вираж),
- «Fröhliche Jungs» (russisch Весёлые ребята),
- «12. Stock» (russisch 12 этаж)
- «Gut gemacht» (russisch Молодцы)

Zudem berichtete er von den Weltfestspielen der Jugend und Studenten in Sofia, Berlin, Havanna, Moskau und Pjöngjang. Mehrere Jahre lang war er ständiger Moderator bei internationalen Liederfestivals in Sotschi und moderierte auch «Lied des Jahres» (russisch Песня года, 1976–1979, 1981) und «Alexander Show» (russisch Александр-шоу).

## Tod
Am 8. September 2024 starb er im Alter von 82 Jahren in Moskau an einem Bronchialkarzinom.